# 第2裝甲師 (德國國防軍)
第2裝甲師（德語：2. Panzer-Division）是納粹德國「國防軍」的一個裝甲師，曾參與過第二次世界大戰 的諸多重要戰役，包括波蘭戰役、法國戰役、巴爾幹戰役、莫斯科會戰、庫斯克會戰、諾曼第戰役、法萊茲包圍戰與突出部戰役等。

## 歷任師長
- 海因茨·古德里安上校（创作-1938年1月31日）
- 鲁道夫·维尔中将（1938年2月1日-1942年2月17日）
- 汉斯-卡尔·冯·埃塞贝克中将（1942年2月17日-1942年5月31日）
- 阿诺·冯·伦斯基少将（1942年6月1日-1942年6月30日）
- 汉斯-卡尔·冯·埃塞贝克中将（1942年7月1日-1942年8月10日）
- 卡尔·法比恩克上校（1942年9月5日-1942年9月30日）
- 沃赫拉特·魯本中将（1942年10月1日-1944年1月31日）
- 海因里希·冯·吕特维茨中将（1944年2月1日-1944年5月4日）
- 弗朗茨·韦斯特霍文中将（1944年5月5日-1944年5月26日）
- 海因里希·冯·吕特维茨中将（1944年5月27日-1944年8月31日）
- 埃伯哈德·冯·诺斯蒂茨上校（1944年9月1日-1944年9月4日）
- 亨宁·舍恩菲尔德少将（1944年9月5日-1944年12月14日）
- 迈纳德·馮·劳切特少将（1944年12月15日-1945年3月19日）
- 奥斯卡·孟泽尔少将（1945年3月20日-1945年4月3日）
- 瓦尔德马尔·冯·加岑少校（1945年4月3日-1945年4月4日）
- 卡尔·斯托布罗克上校（1945年4月4日-1945年5月8日）